# Bryobia dubinini
Bryobia dubinini är en spindeldjursart som beskrevs av Bagdasarian 1960. Bryobia dubinini ingår i släktet Bryobia och familjen Tetranychidae. Inga underarter finns listade.